# Gare de Darsac
Gare de Lachaud-Curmilhac – stacja kolejowa w Vernassal, w departamencie Górna Loara, w regionie Owernia-Rodan-Alpy, we Francji.
Została otwarta w 1874 przez Compagnie des chemins de fer de Paris à Lyon et à la Méditerranée (PLM). Jest stacją Société nationale des chemins de fer français (SNCF), obsługiwaną przez pociągi TER Auvergne.